# Collonges-au-Mont-d’Or

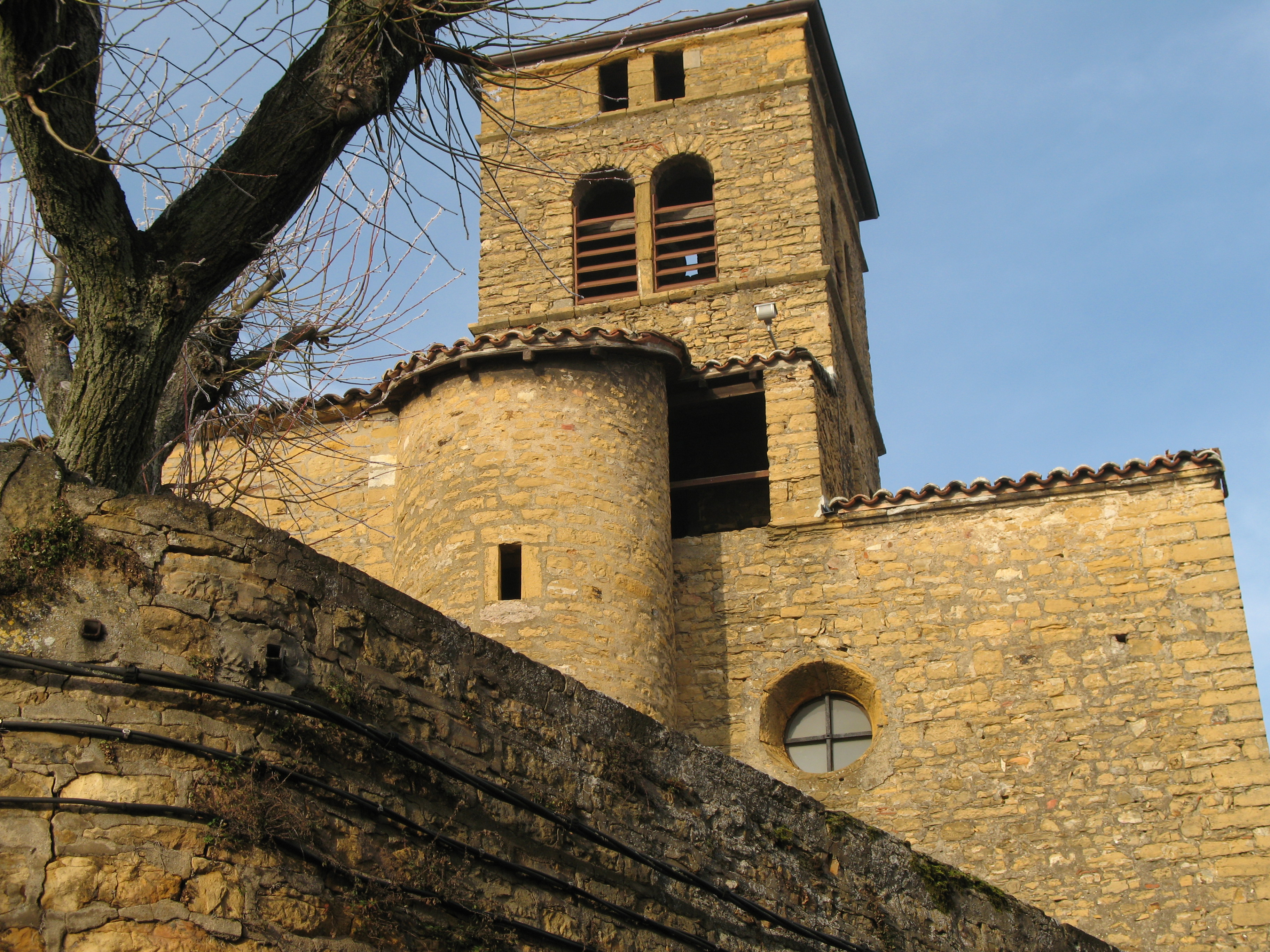
Kościół w Collonges-au-Mont-d’Or, 2007

Collonges-au-Mont-d’Or – miejscowość i gmina we Francji, w regionie Owernia-Rodan-Alpy, w departamencie Rodan.
Według danych na rok 1990 gminę zamieszkiwało 3165 osób, a gęstość zaludnienia wynosiła 837 osób/km² (wśród 2880 gmin regionu Rodan-Alpy Collonges-au-Mont-d’Or plasuje się na 276. miejscu pod względem liczby ludności, natomiast pod względem powierzchni na miejscu 1600.).